# 金田久美子
金田 久美子（かねだ くみこ、1989年8月14日 - ）は、愛知県名古屋市出身の女子プロゴルファー。スタンレー電気所属。クラーク記念国際高等学校卒業。石井忍に師事。得意クラブはウェッジ、パター。ニックネームで「キンクミ」と呼ばれる。血液型A型。

## 略歴
3歳でゴルフを始める。8歳の時には「世界ジュニアゴルフ選手権」（女子10歳以下の部）を制し、タイガー・ウッズに並ぶ記録を作った。
2003年-2004年の日韓対抗中学・高校生ゴルフ選手権中学女子の部を2連覇。その後も「日本ジュニア」、「世界ジュニア」、「中部女子アマチュア」などの数々のアマチュアの大会で優勝。
アマチュア時代に出場した日本女子プロゴルフ協会（JLPGA）ツアーのトーナメントでは2002年にリゾートトラストレディスで最年少予選通過記録（12歳9か月）を作った。2004年はゴルフ5レディスで3位タイ、2006年はニチレイPGMレディスで4位タイ、2007年はベルーナレディースで4位タイに入った。
2008年度はプロテストで1打足りず不合格。年末に行われたクオリファイングトーナメントでトップ通過を果たし、ツアーへの参戦資格を得る。
2010年5月22日、第28回中京テレビ・ブリヂストンレディスオープン（愛知県豊田市・中京ゴルフ倶楽部石野コース）2日目の12番ホールにて自身初のホールインワンを達成。
2011年4月24日、第30回フジサンケイレディスクラシック最終日に前日の8位から5打差を逆転してツアー初優勝。
2012年以降は勝利から遠ざかるも安定した戦いで、2014年を除き2016年まで賞金シードを確保していた。
2022年10月30日、埼玉県の武蔵丘ゴルフコースで行われた樋口久子レディスゴルフトーナメントにて、2日目に5アンダーを叩き出し2位と3打差の首位に躍り出ると最終日には4バーディー、4ボギーの72で回り、通算9アンダー、前週にマスターズGCレディースで優勝を飾り2週連続優勝を狙っていた川﨑春花の追撃を2打差をつけて逃げ切り、2011年のフジサンケイレディス以来のツアー2勝目。実に11年189日ぶりのブランク優勝は中嶋千尋の9年297日を更新する最長記録となった。
2023年はシーズン前から元競泳選手でフィットネストレーナーの山田沙知子の指導を仰ぎ、体力面の強化に取り組む。同年のヤマハレディースオープン葛城では21位に入り、生涯獲得賞金3億円に到達した。

## 人物
- タイガー・ウッズに憧れ、また、「辻村明須香のような強くておしゃれなゴルファーになりたい」と語る。そのため、他の女子プロゴルファーと比較してもきらびやかなメイクを施し、ネイルアートやギャルファッションでコーディネートしているため「ギャル + ゴルファー」でもじってギャルファーと自称している[9]。また、へそピアスを開けている[10]。
- 2020年6月27日に自宅を荒らされ窃盗被害に遭う。2021年11月15日に犯人が逮捕された[19]。

## 戦績

### ツアー優勝

#### JLPGAツアー (2)
| No. | Date           | Tournament                                  | スコア             | 2位との差 | 2位（タイ） |
| --- | -------------- | ------------------------------------------- | ------------------ | --------- | ----------- |
| 1   | 2011年4月24日  | フジサンケイレディスクラシック              | -5（70-75-66=211） | 2打差     | 李知姫      |
| 2   | 2022年10月30日 | 樋口久子 三菱電機レディスゴルフトーナメント | -9（68-67-72=207） | 2打差     | 川﨑春花    |

## 作品
DVD
- 金田久美子の魅せるゴルフ（2012年5月17日、竹緒）[20]
- 女子プロに学ぶ100を切るGOLF 金田久美子プロ×石井忍コーチのスタイル自分流(秘)スコアメイク（2013年8月2日、オールインエンタテインメント）[21]